# Гогодзе, Нина Кайсаровна
Нина Кайсаровна Гогодзе (1914 год, село Шрома, Озургетский уезд, Кутаисская губерния, Российская империя — дата смерти неизвестна, село Шрома, Махарадзевский район, Грузинская ССР) — колхозница колхоза имени Орджоникидзе Шромского сельсовета Махарадзевского района, Грузинская ССР. Герой Социалистического Труда (1949).

## Биография
Родилась в 1914 году в крестьянской семье в селе Шрома Озургетского уезда. Окончила местную начальную школу, после которой трудилась рядовой колхозницей на чайной плантации колхоза имени Орджоникидзе Махарадзевского района (сегодня — Озургетский муниципалитет), председателем которого был Михаил Филиппович Орагвелидзе. В послевоенное время трудилась в звене Елены Соломоновны Хеладзе в составе 7-й бригады Карло Дмитриевича Горгиладзе.
В 1948 году собрала 6434 килограммов сортового зелёного чайного листа на участке площадью 0,5 гектаров. Указом Президиума Верховного Совета СССР от 29 августа 1949 года удостоена звания Героя Социалистического Труда за «получение высоких урожаев сортового зелёного чайного листа и цитрусовых плодов в 1948 году» с вручением ордена Ленина и золотой медали «Серп и Молот» (№ 4542).
Этим же Указом званием Героя Социалистического Труда были награждены труженицы колхоза имени Орджоникидзе Татьяна Нестеровна Чхаидзе, Екатерина Ивановна Чхаидзе и Машо Евсеевна Чхаидзе.
За выдающиеся трудовые достижения по итогам 1950 года была награждена вторым Орденом Ленина.
В 1969 году вышла на пенсию. Персональный пенсионер союзного значения. Проживала в родном селе Шрома Махарадзевского района. Дата смерти не установлена.
Награды
- Герой Социалистического Труда
- Орден Ленина — дважды (1949; 23.07.1951)
- Орден Трудового Красного Знамени (19.07.1950)
- Медаль «За трудовое отличие» (02.04.1966)